# Seriatopora hystrix
Seriatopora hystrix är en korallart som beskrevs av James Dwight Dana 1846. Seriatopora hystrix ingår i släktet Seriatopora och familjen Pocilloporidae. IUCN kategoriserar arten globalt som livskraftig. Inga underarter finns listade i Catalogue of Life.

## Bildgalleri

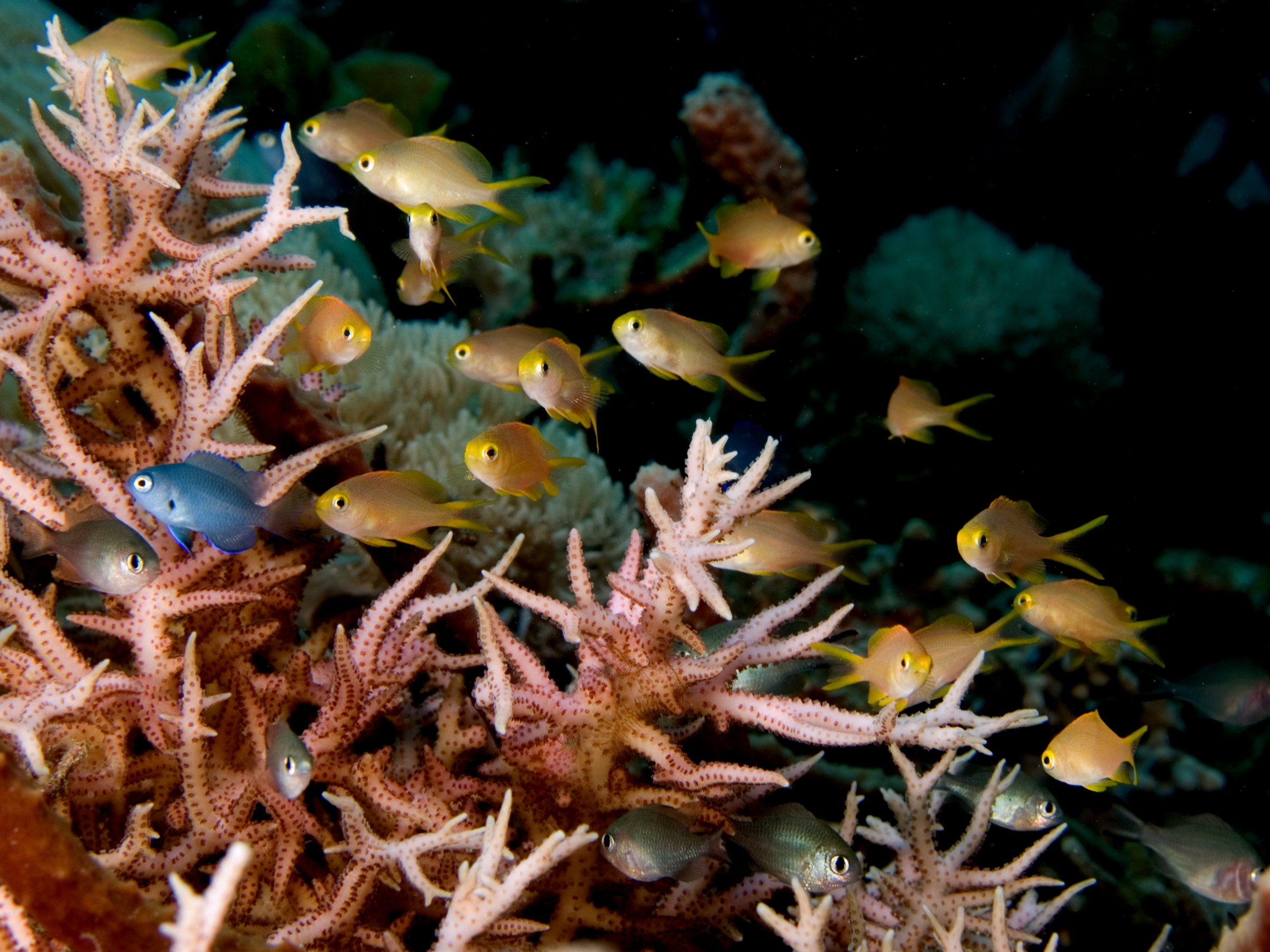
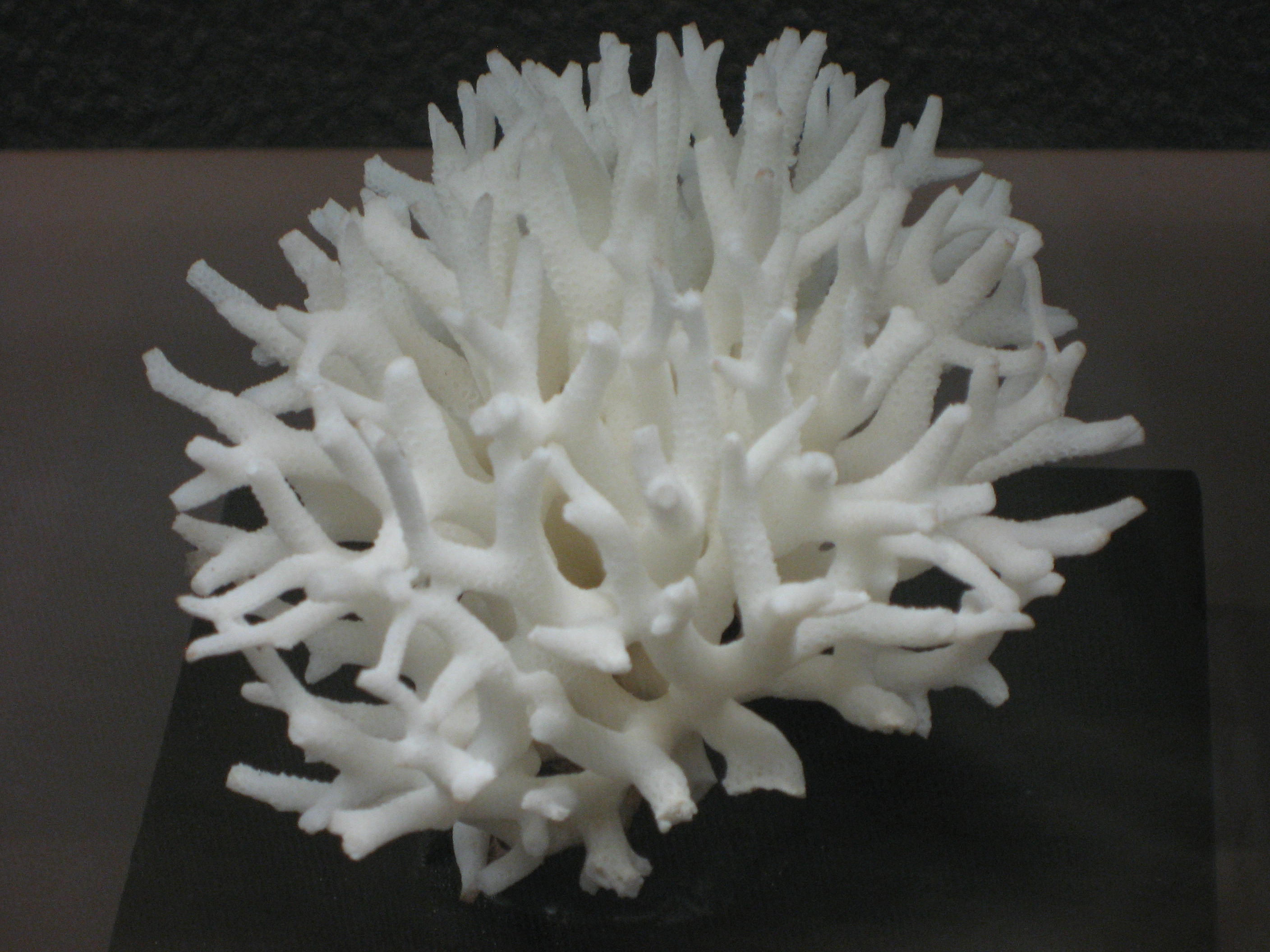
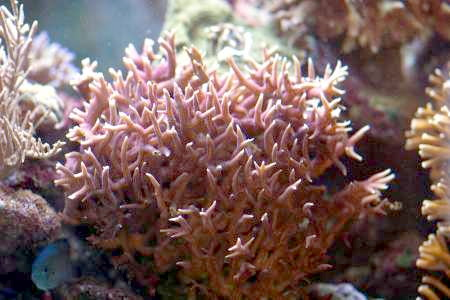